# Grande Prêmio dell'Arno
O Grande Prêmio dell'Arno é uma corrida de ciclismo italiana disputada em Solbiate Arno na região da Lombardia, na província de Varese. Criado em 1997, ela é parte do calendário internacional júnior masculino.
Em 2016, a prova é comum ao campeonato da Itália em estrada para as juniores. A edição 2020 foi anulada devido à pandemia de COVID-19.

## Palmarés
| Ano   | Ganhador           | Segundo             | Terceiro          |
| ----- | ------------------ | ------------------- | ----------------- |
| 1997  | Matteo Rimoldi     | L. Bano             | Marco Marzano     |
| 1998  | Davide Brivitello  | Marco Marzano       | M. Pellegrini     |
| 1999  | Daniele Colli      | Damiano Cunego      | Antonio Bucciero  |
| 2000  | Alexander Arekeev  | Mattia Parravicini  | S. Magri          |
| 2001  | Francesco Failli   | Matteo Lasurdi      | Artem Mavlianov   |
| 2002  | Stefano Faini      | Cristopher Bosio    | Oscar Gatto       |
| 2003  | Simon Špilak       | Stefano Basso       | Oscar Gatto       |
| 2004  | Simon Špilak       | Siarhei Zatonenka   | Blaž Mihovec      |
| 2005  | Marco Gadici       | Manuele Boaro       | Luca Pagani       |
| 2006  | Mirko Bertolani    | Blaž Furdi          | Sebastjan Bauman  |
| 2007  | Tomas Alberio      | Giacomo Nizzolo     | Enrico Battaglin  |
| 2008  | Mirko Ulivieri     | Michele Piccoli     | Mattia Franzoni   |
| 2009. | Gennadi Tatarinov  | Giacomo Berlato     | Mirko Ulivieri    |
| 2010  | Luca Chirico       | Giacomo Berlato     | Mauro Marcassoli  |
| 2011  | Niccolò Bonifazio  | Matteo Cigala       | Davide Martinelli |
| 2012  | Bruno Maltar       | Josip Rumac         | Lorenzo Trabucco  |
| 2013  | Simone Velasco     | Matic Šafaric Kolar | Marco Zumerle     |
| 2014  | Gabriele Giannelli | Filippo Rocchetti   | Simone Piccolo    |
| 2015  | Simone Bevilacqua  | Žiga Jerman         | Stefano Oldani    |
| 2016  | Mattia Bevilacqua  | Luca Colnaghi       | Nikolas Huber     |
| 2017  | Fabio Mazzucco     | Filippo Magli       | Luca Colnaghi     |
| 2018  | Alessio Acco       | Gabriele Benedetti  | Samuele Rubino    |
| 2019  | Lorenzo Balestra   | Davide De Pretto    | Luca Cretti       |
| 2020  | anulado            | anulado             | anulado           |